# リリー・シモンズ
リリー・シモンズ（Lili Simmons,  1993年7月23日 - ）は、アメリカ合衆国の女優、モデルである。

## 来歴
1992年、カリフォルニア州サンディエゴに生まれる。ファッションモデルとしてキャリアをスタートさせ、ベベ・ストアーズやロキシーなどのブランドのコマーシャルへ出演したり、J.C.ペニーにおける紙媒体に広告塔として登場したりもした。その後、女優としてのキャリアもスタートさせ、テレビドラマシリーズ『ジーク アンド ルーサー』や『Mr. Sunshine』などへも出演したほか、『イケてる私とサエない僕』などの映画へも出演している。

## 出演作品

### 映画
- イケてる私とサエない僕 Geek Charming (2011) ※テレビ映画
- Fat Kid Rules the World (2012)
- The Guilty Innocent (2015)
- トマホーク ガンマンvs食人族 (2015)

### テレビドラマ
- Hollywood Is Like High School with Money (2010)
- ジーク アンド ルーサー Zeke and Luther (2010)
- Mr. Sunshine (2011)
- 地味っこジェーンの大胆な放課後 Jane by Design (2012)
- Banshee Origins: The Women (2013)
- バンシー Banshee (2013 - 2016)
- VEGAS/ベガス Vegas (2013)
- Banshee Origins (2013, 2014)
- TRUE DETECTIVE/二人の刑事 True Detective (2014)
- Hawaii Five-0 Hawaii Five-0 (2014, 2015)
- ウエストワールド Westworld (2016, 2018, 2022)
- レイ・ドノヴァン ザ・フィクサー Ray Donovan シーズン5 (2017)
- パージ The Purge シーズン1 (2018)
- GOTHAM/ゴッサム　Gotham (2019)